# Целий
Целий (на латински: Collis Caelius; на италиански: Celio) е един от седемте хълма, на които е разположен Рим. Хълмът е висок 48 м. В рамките на града го вкарва Тул Хостилий, третия цар на Рим. Той заселил там жителите на Алба Лонга, която тъкмо преди това била разрушена.